# Čeka
La Čeka (pronuncia delle due lettere ЧК, abbreviazione di чрезвычайная комиссия črezvyčajnaja komissija, Commissione straordinaria, in russo) fu un corpo di polizia politica sovietico creato da un decreto del 20 dicembre 1917 da Lenin e Feliks Ėdmundovič Dzeržinskij per combattere i nemici del nuovo regime russo. Durata fino al 1922, la Čeka è stata la prima di una serie di numerosi servizi segreti operanti nello stato sovietico e antenata del ben più celebre KGB. Dopo la Čeka si realizzò il GPU, successivamente l'NKVD e, infine, il KGB, predecessore dell'attuale FSB.

## Nome
Il nome è una contrazione di Večeka (ВЧК - VČK), sigla di "Commissione straordinaria di tutte le Russie per combattere la controrivoluzione e il sabotaggio" (Всероссийская чрезвычайная комиссия по борьбе с контрреволюцией и саботажем). Questo nome cambiò nel 1918 in: "Commissione straordinaria di tutte le Russie per combattere la controrivoluzione, la speculazione e l'abuso di potere" (Всероссийская чрезвычайная комиссия по борьбе с контрреволюцией, спекуляцией и преступлениям по должности).

## Emblema
L'emblema della Čeka era uno scudo sormontato da una spada: lo scudo per proteggere la rivoluzione, la spada per colpire i suoi nemici. Nel 1954 fu adottato dal neonato KGB.

## I Čekisti
I membri della Čeka furono chiamati čekisti. Tale termine si è radicato nella lingua russa tanto che, nonostante i numerosi cambiamenti di nome durante il tempo (da Čeka a GPU a NKVD a MGB e infine a KGB), è stato sempre utilizzato per indicare gli effettivi dei servizi di sicurezza per tutta la durata dello stato sovietico ed è ancora in uso nella Russia moderna (il presidente russo Vladimir Putin è chiamato dai media russi "čekista").
I funzionari dell'odierno FSB (il servizio che ha sostituito il KGB nel 1991) continuano tuttora a percepire lo stipendio il 20 di ogni mese, "giorno dei čekisti", per commemorare la data di fondazione.
Gli archivi del Comitato centrale e quelli di Feliks Dzeržinskij contengono innumerevoli rapporti che descrivono la "degenerazione" della Čeka. Spesso la scomparsa di tutti i principi giuridici e morali favoriva una totale autonomia dei responsabili locali della Čeka, che non rispondevano delle proprie azioni nemmeno ai superiori.
Ecco il rapporto inviato da Jaroslavl' il 26 settembre 1919 dal segretario dell'organizzazione regionale del Partito bolscevico: 
Ecco il rapporto di missione inviato da Astrachan' il 16 ottobre 1919 da N. Rozental', ispettore della direzione delle Divisioni speciali:

## Storia

### Le origini
Nei programmi originari, la Čeka era destinata a essere un'istituzione provvisoria. Prima della rivoluzione bolscevica, Lenin non aveva previsto la necessità né di una polizia segreta né di un servizio di spionaggio all'estero, convinto che l'abbattimento dello zarismo avrebbe innescato un movimento capace di travolgere il capitalismo in tutto il mondo. Nel nuovo ordine postrivoluzionario non ci sarebbe stato posto per la diplomazia tradizionale, e tanto meno per le spie. Nel volgere di breve tempo la Čeka si sarebbe trasformata nella più spietata polizia politica e nel massimo servizio segreto del pianeta.
Allo scopo di legittimare lo stato sovietico emerso dalla rivoluzione, Lenin sostenne che i bolscevichi, "avanguardia del proletariato", guidarono una rivolta popolare che esprimeva la volontà di tutti i russi. Rovesciando un governo sempre più impopolare, conquistarono un appoggio di massa, ma non maggioritario. Nelle elezioni per l'Assemblea Costituente i bolscevichi ebbero un quarto dei voti, mentre i rivali del Partito Socialista Rivoluzionario conquistarono la maggioranza assoluta. Il voto per l'Assemblea Costituente fu però di difficile lettura in quanto i deputati e i partiti vennero votati su liste stilate precedentemente i fatti della Rivoluzione d'Ottobre che modificò i rapporti di forza e le posizioni politiche all'interno degli stessi partiti (ad es. i Socialisti-rivoluzionari si divideranno in SR di sinistra e SR di destra). I Bolscevichi invece ottennero la maggioranza nei maggiori Soviet russi sottolineando la presenza di un dualismo di potere. Quando la prima seduta dell'Assemblea si riunì, nel gennaio del 1918, i bolscevichi la sciolsero.
L'opposizione al Sovnarkom, il nuovo governo bolscevico, si sviluppò anche con il formarsi di organizzazioni terroristiche e attentati ai dirigenti bolscevichi, tanto che Lenin giunse rapidamente alla conclusione che era necessario un "apparato speciale" per difendere le conquiste rivoluzionarie. Il 19 dicembre 1917, la notizia di un imminente sciopero di tutti gli impiegati statali, convinse il Consiglio dei Commissari del Popolo presieduto da Lenin, ad affidare a Dzeržinskij l'incarico di costituire una "commissione speciale per combattere tale sciopero con le più energiche misure rivoluzionarie". Il giorno successivo, 20 dicembre, venne approvata la creazione della Čeka.

### 1918-1922
Quando, nel marzo del 1918, il Partito Bolscevico cambiò il proprio nome in Partito Comunista e trasferì la sede del governo da Pietrogrado a Mosca, la Čeka stabilì il suo quartier generale nel palazzo della Lubjanka, occupato fino ad allora dalla compagnia di assicurazioni Rossiya. Le armi maggiormente usate dai čekisti furono il terrore e l'infiltrazione di agenti, secondo Lenin e Dzeržinskij mezzi indispensabili per instaurare la dittatura proletaria e contrastare i movimenti controrivoluzionari.
Il primo grande successo degli uomini di Dzeržinskij fu conseguito contro l'Unione per la lotta ai bolscevichi, all'interno della quale un agente provocatore čekista riuscì a introdursi presentandosi come ex ufficiale zarista. L'intera organizzazione degli Ufficiali Bianchi fu smascherata e i circa quattromila elementi che ne facevano parte vennero uccisi.
Inizialmente il regime sovietico controllava soltanto Pietrogrado, Mosca e una zona d'influenza variabile compresa fra le due città. Nel mese di maggio, la rivolta della Legione Cecoslovacca in Siberia, reclutata a suo tempo dall'esercito zarista, diede inizio alla guerra civile e in estate, in quel che restava del vecchio impero, si contavano ben diciotto governi antibolscevichi.
Dopo i tentativi da parte delle potenze occidentali (soprattutto Regno Unito e Francia) di intervenire contro i bolscevichi nella Guerra Civile Russa e l'assassinio a Pietrogrado del presidente locale della Čeka Moisej Urickij il 30 agosto 1918 (lo stesso giorno Fanny Kaplan tentò di assassinare Lenin), la leadership sovietica e la Čeka si convinsero che c'era una cospirazione controrivoluzionaria tra le potenze straniere e i controrivoluzionari interni. La Čeka ebbe il compito di distruggere gli elementi controrivoluzionari con un decreto del 5 settembre 1918.
La Čeka conseguì in pochissimo tempo la distruzione dei gruppi controrivoluzionari e anche di bande criminali con un uso esteso dell'eliminazione fisica. In un discorso pubblico Aleksandr Isaevič Solženicyn citava un libro della stessa Čeka pubblicato nel 1920 che stima in mille esecuzioni al mese il risultato delle attività svolte nel biennio 1918 - 1919.
Le esecuzioni dell'autunno 1918, secondo alcuni storici, non furono inferiori a 10.000. Le stime del totale di persone uccise sommariamente dalla Čeka tra il 1918 e il 1922 variano da 50.000 a 1.860.000. La maggior parte delle stime tuttavia si attesta intorno alle 100.000 vittime. I motivi della discrepanza sono i seguenti:
- era in corso una guerra civile che vedeva contrapposti più eserciti e milizie; le cifre dei morti in combattimento e delle esecuzioni effettuate dalla polizia politica della Čeka si confondono;
- era la guerra civile e non venivano contate le esecuzioni;
- la maggior parte delle esecuzioni furono senza processo;
- in genere i sostenitori tendono a sottostimare e i denigratori a sovrastimare il numero.

La Čeka partecipò alla guerra civile con proprie unità militari che vestivano di nero e agivano come truppe di assalto. Alla fine della guerra civile, la Čeka divenne, il 6 febbraio 1922, GPU (Gosudarstvennoe političeskoe upravlenie, Direttorato Politico dello Stato), una sezione dell'NKVD (Commissariato del popolo per gli affari interni) della Repubblica Socialista Federativa Sovietica Russa.

## Nella cultura di massa
- Nella storiografia il sintagma Ĉeka continuò occasionalmente ad essere usato per designare genericamente le polizie segrete sovietiche ad essa succedutesi durante tutto il periodo staliniano. Ad esempio, la storica del massacro di Katyn' Claudia Weber - nel descrivere ciò che accadde dopo che nel settembre 1939, l'Armata Rossa e la Wehrmacht tedesca entrarono in Polonia - dichiara che i prigionieri di guerra polacchi furono imprigionati e messi in campi come quelli di Kozel'sk, Ostaškov e Starobel'sk e che in questi campi si svolgeva il "lavoro operativo della Čeka". Lo scopo di questo lavoro operativo era, da un lato, quello di costruire una rete di spionaggio tra i prigionieri, che avrebbero dovuto smascherare i nemici della rivoluzione. D'altra parte, il "lavoro operativo della Čeka" consisteva nel reclutare possibili spie straniere. Hanno cercato di ottenere entrambe le cose attraverso gli interrogatori.[3]

- La Čeka era un punto fermo nel cinema e nella letteratura sovietica. Ciò è dovuto in parte a una romanticizzazione dell’organizzazione nel periodo post-Stalin, e anche perché fornivano un utile modello di azione. I film con la presenza della Čeka includono Miglia di fuoco di Ostern, A casa tra sconosciuti di Nikita Michalkov, la miniserie L'aiutante di sua eccellenza, e anche Dead Season (con Donatas Banionis), e il film drammatico russo del 1992 Il cekista, diretto da Aleksandr Rogožkin (un film franco-russo del 1992, basato su un racconto del 1923 di Vladimir Zazubrin, che racconta la storia dell'opera sanguinosa e della caduta di un funzionario della sicurezza sovietico della Čeka coinvolto in esecuzioni di massa durante la guerra civile russa).

- A conferma della denuncia proposta dal direttore del «Popolo», Giuseppe Donati[4], Cesare Rossi spiegò nel 1927 a Gaetano Salvemini che il Direttorio del Partito nazionale fascista nel 1924 deliberò che anche l'Italia avesse “la sua brava Ceka organo di difesa e di vendetta del Regime”: infatti Mussolini lamentava che “il regime non dispone ancora di mezzi legali per colpire i suoi nemici perché le leggi esistenti risentono dello spirito liberale contro il quale è insorto il fascismo. Per colmare queste lacune tutti i Governi allo stato di transizione hanno bisogno di governi illegali che mettano a posto gli avversari (…) con il possesso degli organi ufficiali dello Stato il fascismo aveva poi il modo di mettere lo spolverino su tutte le violenze illegali”[5].